# Nédogo (Pabré)
Pour les articles homonymes, voir Nédogo.
Nédogo est une localité située dans le département de Pabré de la province du Kadiogo dans la région Centre) au Burkina Faso. En 2006, cette localité comptait 1 868 habitants dont 52,7 % de femmes.

## Santé et éducation
Le village possède une école primaire publique.